# Tripoli Municipal Stadium
Das Tripoli Municipal Stadium ist ein Fußballstadion in der libanesischen Stadt Tripoli, Gouvernement Nord-Libanon. Es liegt nahe dem Stadtzentrum. Das Stadion wurde auch für internationale Wettbewerbe konzipiert.  Es ist außerdem die Heimspielstätte des Fußballclubs Tripoli SC. 